# Nonnenstraße
Die Nonnenstraße in Leipzig verbindet die Karl-Heine-Straße und die Erich-Zeigner-Allee im Ortsteil Plagwitz, Stadtbezirk Südwest.

## Verlauf
Die Nonnenstraße verläuft nahezu gerade im Abstand von zumeist 60 bis 120 Metern vom Westufer der Weißen Elster in SW-NO-Richtung. Die Hausnummerierung erfolgt von Norden aus mit den ungeraden Nummern auf der linken, den geraden Nummern auf der rechten Seite, jeweils mit aufsteigenden Nummern in Richtung Süden.

## Beschreibung
In ihrem mittleren Abschnitt wird die Nonnenstraße noch heute von der lang gestreckten und im Stil des Historismus reich geschmückten Fabrikfront der inzwischen umgenutzten Wollgarnwerke geprägt. Im nördlichen und südlichen Abschnitt befinden sich Wohnhäuser aus der Gründerzeit, die unter Denkmalschutz stehen. Gegenüber der Front der früheren Fabrik stehen hingegen Wohnhäuser in einfacher Bauweise mit früheren Betriebswohnungen und einem Grünstreifen davor. Weitere frühere Fabrikgelände und neu errichtete Gebäude beherbergen breit gefächerte Nutzungen, darunter das Museum für Druckkunst, eine Senioreneinrichtung, Wohnungen, Lofts, Läden, Praxen und Büros, beispielsweise des Landesamts für Schule und Bildung. Die Nonnenbrücke, auf der die Straße die Einfahrt zum Karl-Heine-Kanal überquert, ist von der Straße aus kaum wahrzunehmen.

## Name
Nach der 1891 erfolgten Eingemeindung von Plagwitz nach Leipzig wurde durch Ratsbeschluss der Name bekräftigt, den die Straße bereits in Plagwitz trug: Nonnenstraße, benannt nach dem Georgen-Nonnenkloster, das auch dem nahegelegenen Waldstück „Die Nonne“ den Namen gab. Dem Georgen-Nonnenkloster gehörte zeitweise das in der Nähe liegende Vorwerk in Schleußig, das zu diesem Zeitpunkt ebenso wie Kleinzschocher nach Leipzig eingemeindet wurde. In Kleinzschocher lag ein Teilabschnitt der Straße, der mit dem Beschluss von Elsterstraße ebenfalls in Nonnenstraße umbenannt wurde.

## Geschichte

### Von der Gründerzeit bis zum Dritten Reich

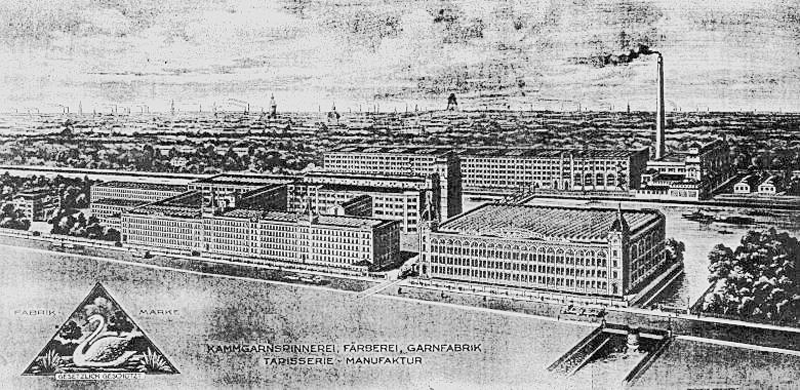
Vorn die Nonnenstraße mit der Nonnenbrücke (um 1923)

Auf einem alten Stich ist die Elster noch unreguliert, aber parallel zum Flusslauf sind bereits Fragmente der Nonnenstraße zu sehen. Hier am Fluss entstand auf Betreiben Karl Heines (1819–1888) auf trockengelegtem Sumpfland in den 1860er Jahren das früheste Industriegebiet des Dorfes Plagwitz vor den Toren Leipzigs. Zu den ersten Betrieben gehörte eine Teppichweberei, aus der eine Luxuspapierfabrik hervorging, bevor Mey & Edlich die Gebäude für ihre Wäschefabrikation übernahmen. Weitere Betriebe waren eine Pelzzurichterei und eine Petroliumraffinerie, die sich zu einer Fabrik für Gasbeleuchtungsanlagen entwickelte, ferner eine Nähmaschinen- und eine Gummiwarenfabrik. Aus einer Dampffärberei für Wollgarne ging 1887 die Aktiengesellschaft Sächsische Wollgarnfabrik hervor.
Als Transportwege dienten nicht nur Wasserwege, sondern auch Gleisanschlüsse. Von 1888 bis 1926 querte die Bahnstrecke Leipzig-Connewitz–Plagwitz die Nonnenstraße in Höhe Industriestraße.

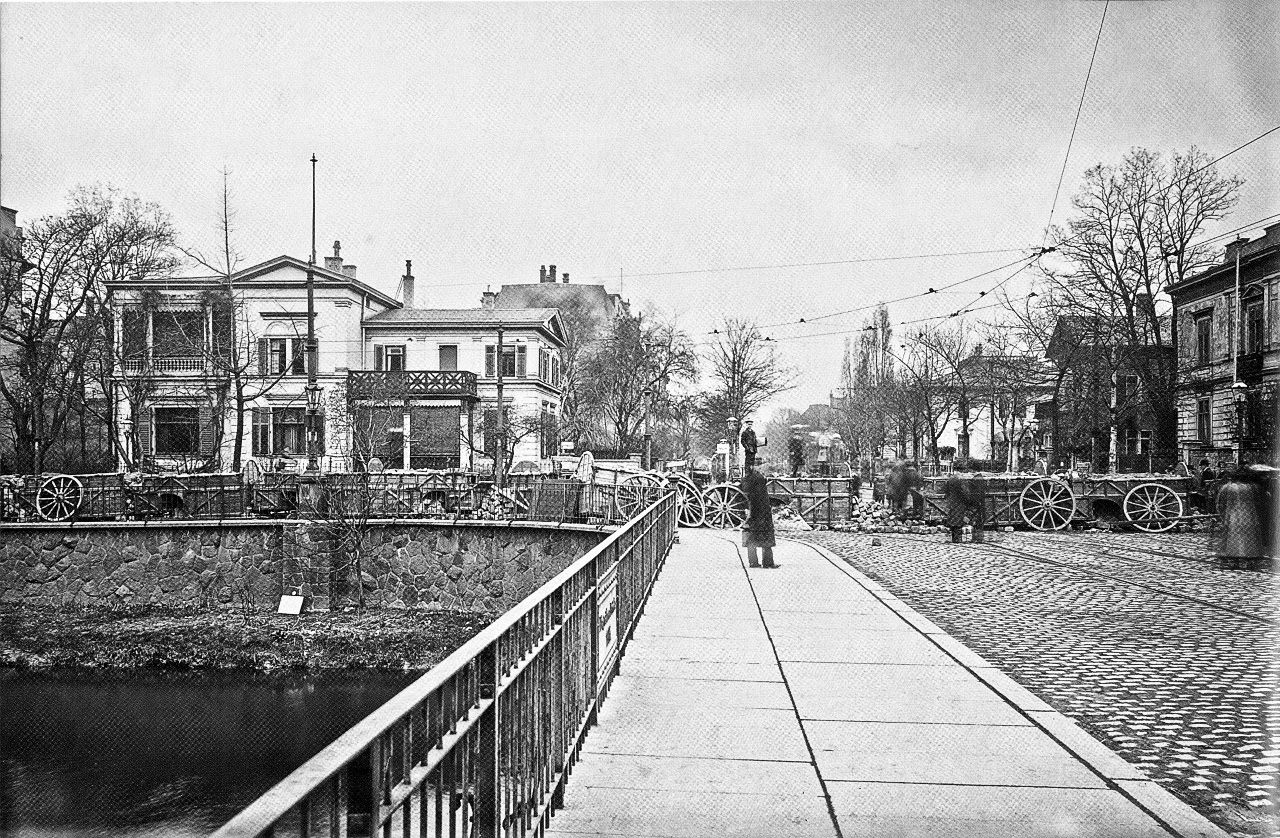
Kapp-Putsch 1920: Barrikaden im Bereich Karl-Heine-Straße / Nonnenstraße

1897 bis 1922 verkehrte im nördlichen Teil der Nonnenstraße auch die Straßenbahn, mit Fortführung durch die Weißenfelser Straße.
In der Geschichte der Arbeiterbewegung spielte die Nonnenstraße ebenfalls eine Rolle. 1920 wurden im Bereich Karl-Heine-Straße / Nonnenstraße zur Abwehr des Kapp-Putsches Barrikaden errichtet. Am 23. Februar 1933 wurde der Plagwitzer Maschinenschlosser Walter Heinze (1900–1933) an der Kreuzung Nonnenstraße / Ernst-Mey-Straße bei einem Zusammenstoß mit der SA erstochen.

### Zeit der DDR
In der Zeit der DDR wurden die Betriebe in der Nonnenstraße als Volkseigene Betriebe (VEB) fortgeführt. Mey & Edlich wurde zum VEB Plastex Delitzsch, die Wollgarnfabrik Tittel & Krüger Teil des VEB Buntgarnwerke. Das Gebäude des „Museums für Druckkunst“ war Heimstatt des Reclam-Verlages von 1972 bis 1995. Der Verlag Phillip Reclam jun. war einer der 32 Verlage, die 1988/89 offiziell in Leipzig ihren Sitz hatten.

Impressionen an der Nonnenstraße
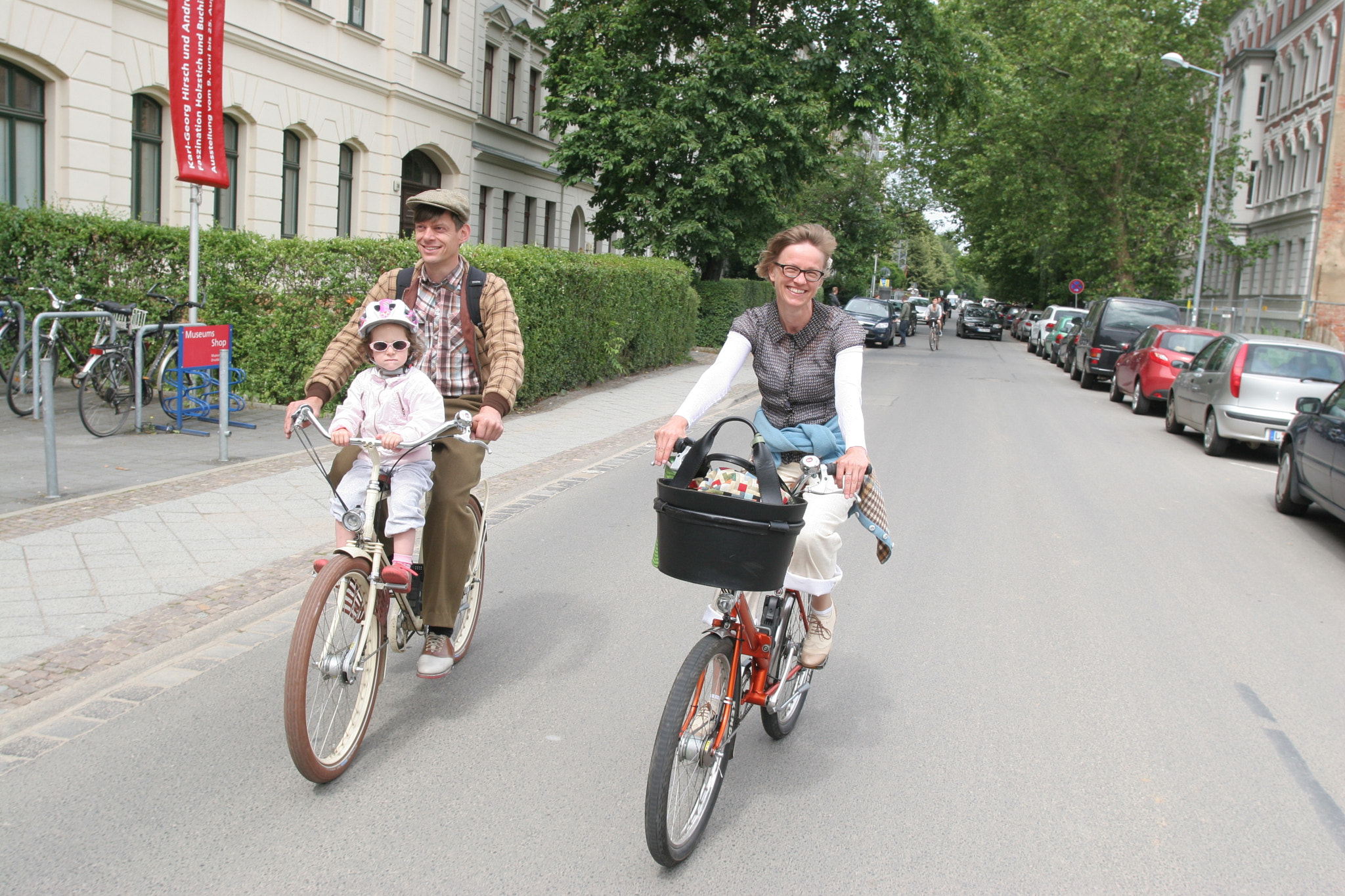
Radverkehr auf der Nonnenstraße (2013)
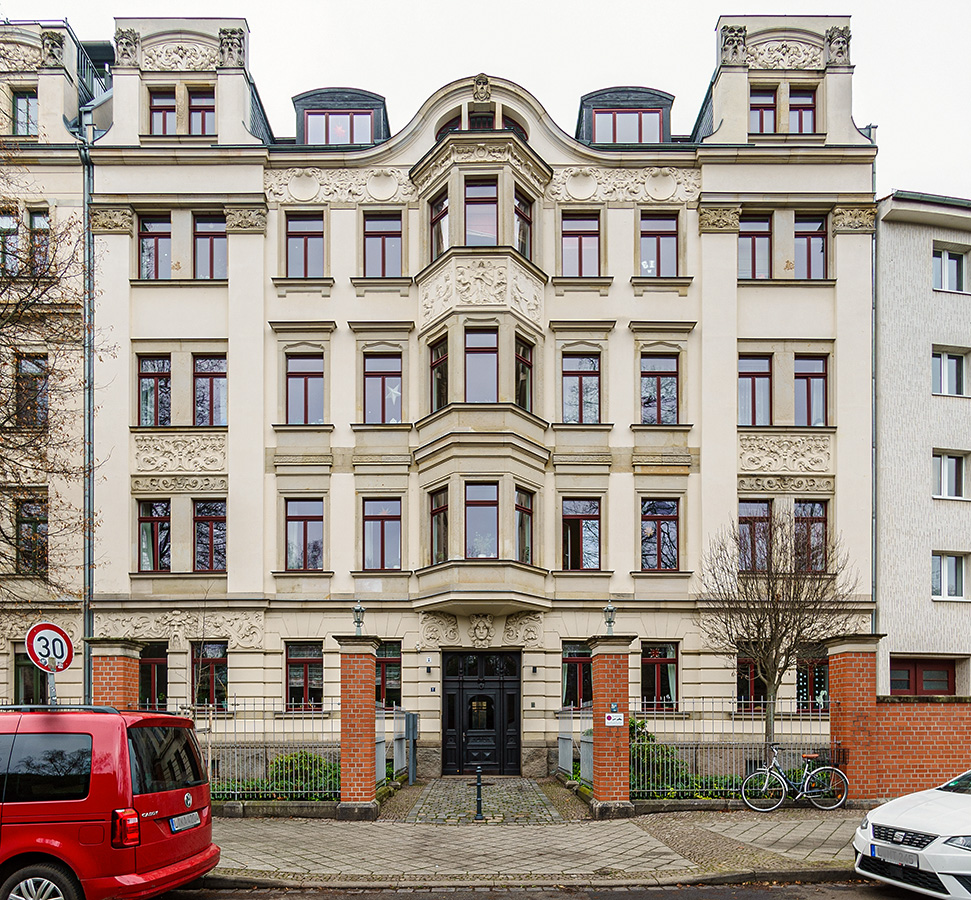
Jugendstil an der Nonnenstraße 2 (2021)
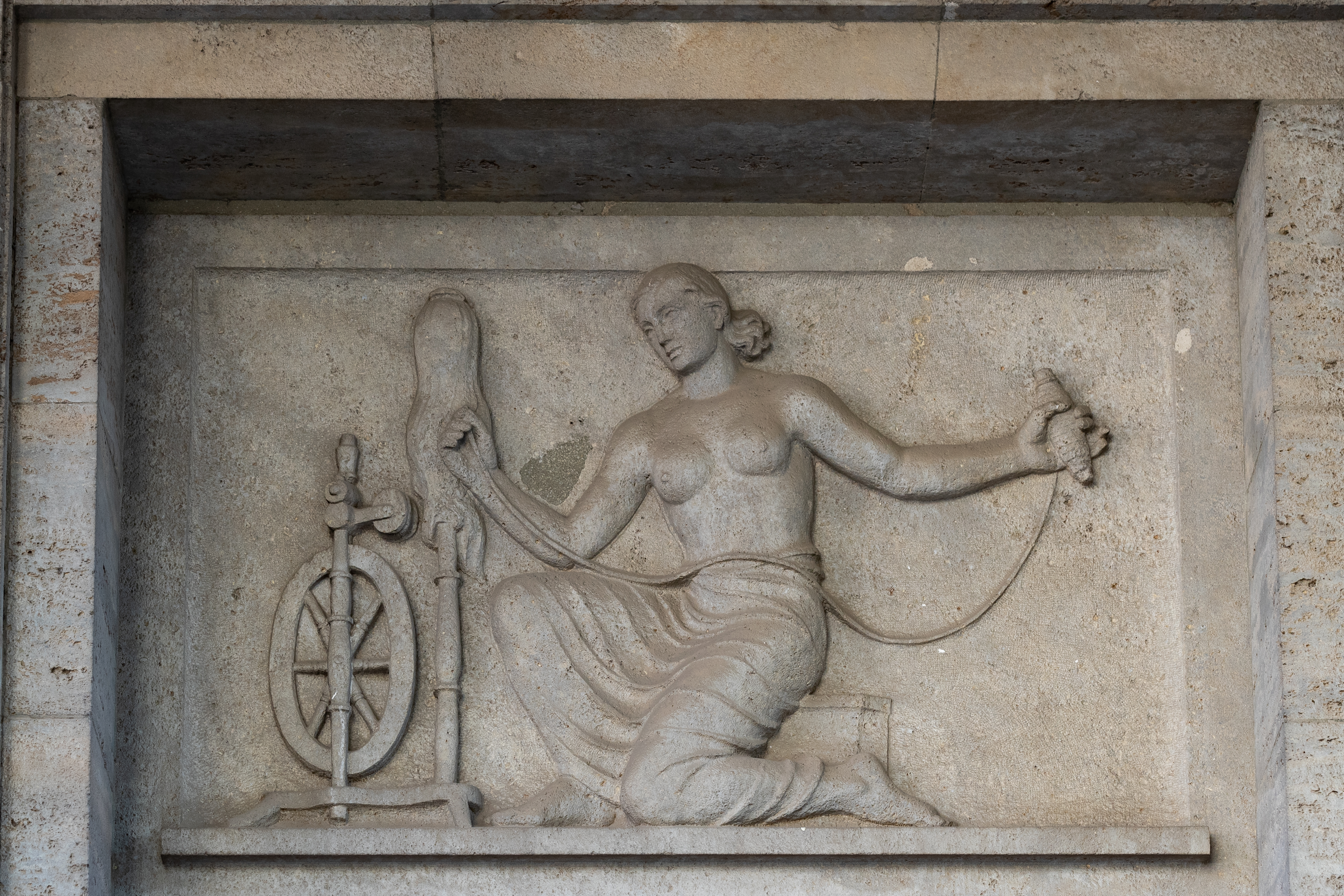
Türrelief Nonnenstraße 17, ehemalige Spinnerei (2020)
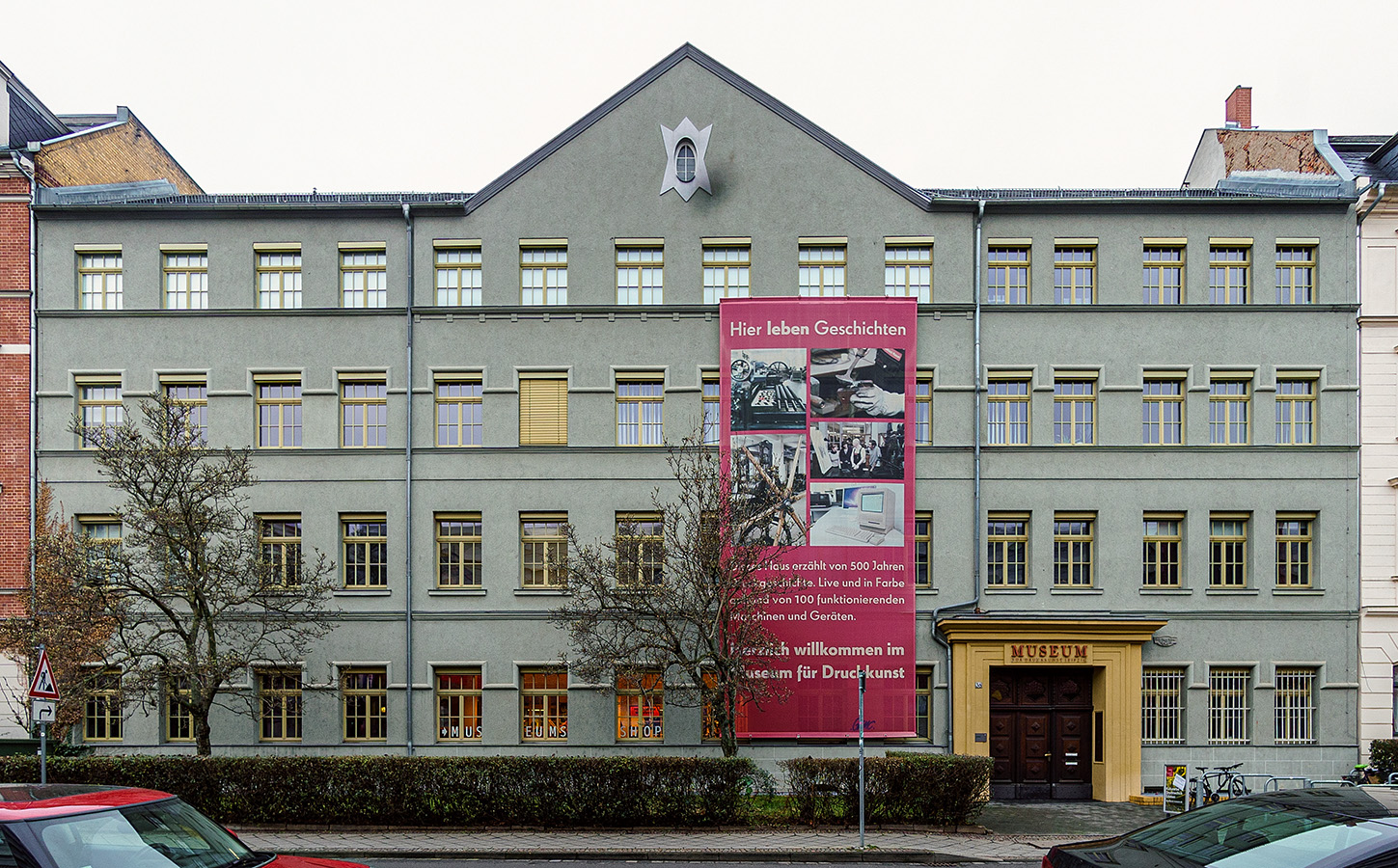
Nonnenstraße 38 mit dem Buchdruckmuseum (2021)
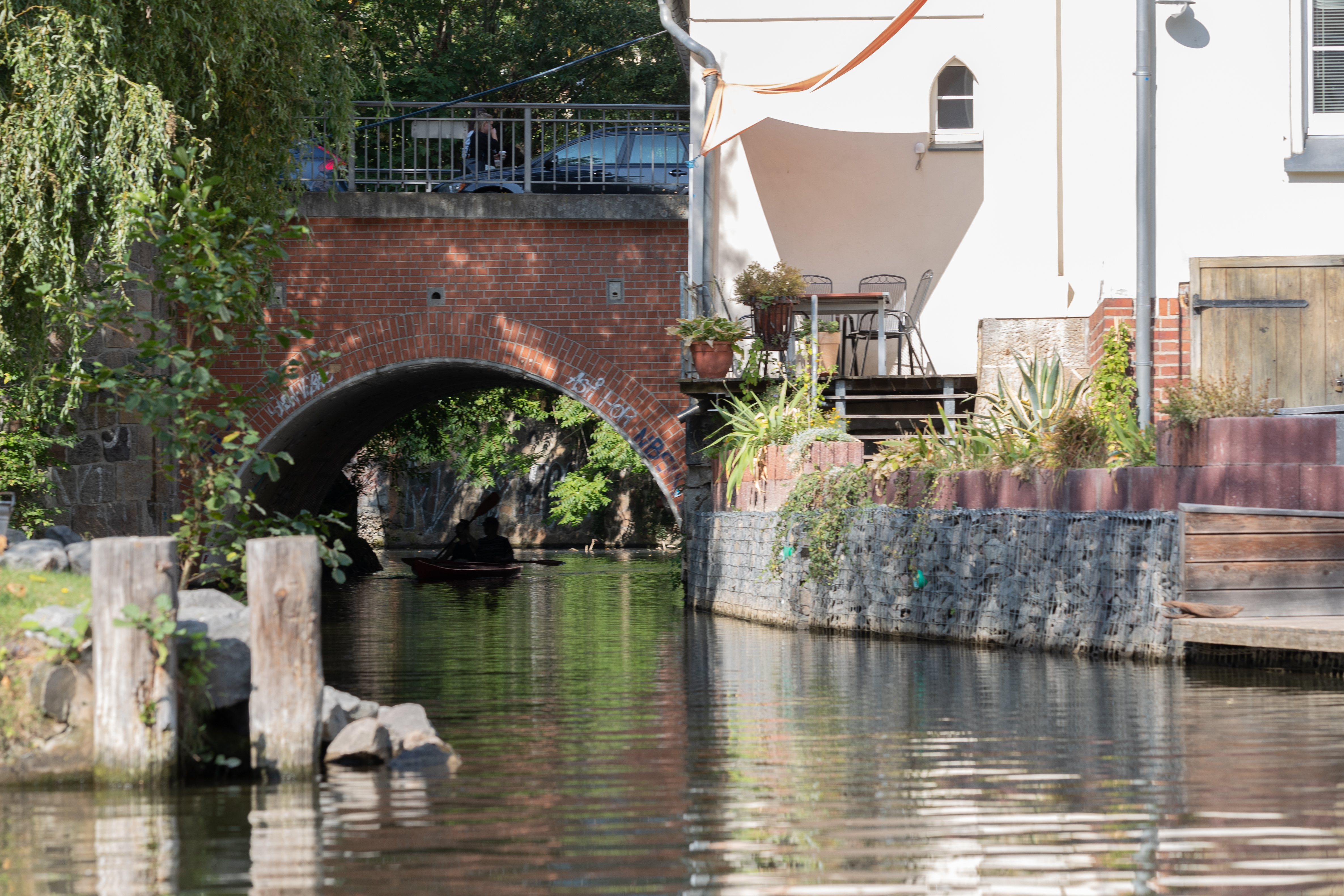
Nonnenbrücke, auf der die Nonnenstraße verläuft (2020)